# 울진 대풍헌
울진 대풍헌(蔚珍 待風軒)은 대한민국 경상북도 울진군 기성면 구산리에 있는 조선시대의 건축물이다. 2005년 9월 20일 경상북도의 문화재자료 제1493호로 지정되었다가, 2010년 3월 11일 경상북도의 기념물 제165호로 문화재 종별이 변경, 지정되었다.

## 개요
대풍헌은 조선시대 구산포에서 울릉도로 가던 수토관이 순풍을 기다리며 머물렀던 건물이다. 이 건물의 정확한 건립연대는 확인할 수 없으나 구산동사 중수기에 의하면 1851년(철종 2년) 중수하고 대풍헌이란 현판을 걸었다는 기록이 남아있다. 이 건물은 정면 4칸 × 측면 3칸의 일자형 팔작집으로 동해안 해변의 작은 포구 구산리 마을 중심부에 남향으로 자리 잡고 있으며, 현재 마을 주민들의 집회장으로 이용되고 있다. 대풍헌은 조선시대 동해안 구산포에서 울릉도로 가는 수토관(搜討官)이 순풍(順風)을 기다리며 머물렀던 건물로 평면구성이나 일부 가구수법에서 특색을 보이고 있으나 전체적으로 건물의 여러 부분이 원형을 알아볼 수 없을 정도로 개조, 변형되어 있어 2010년 해체복원하였다. 조선시대 울릉도를 관리하던 수토사들의 출발지라는 점에 큰 역사적 의의를 가진다.

## 문화재 등급 조정사유
울진 대풍헌은 울릉도(독도) 수토관이 머문 장소로서 그 역사적 의미가 매우 크며 울릉도·독도 수토관련 유일한 고건축 자료로서 의미가 있다. 건물 자체의 가치보다 위치나 역사적 의미가 더 있고 독도의 실효적 지배의 의미가 중시되는 현재의 상황으로 보아 등급(종별)을 조정하여 기념물로 지정한다.

## 관련 문화재
- 울진 대풍헌 소장 문서 (경상북도 문화재자료 제511호)
- 울진 대풍헌 현판 일괄 (경상북도 유형문화재 제441호)

## 같이 보기
- 구산항 (국가어항)

## 참고 자료
- 울진 대풍헌 - 국가유산청 국가유산포털